# برنکستون، نورث‌آمبرلند
برنکستون (به انگلیسی: Branxton) یک روستا و محله مدنی در بریتانیا است که در نورث‌آمبرلند واقع شده‌است. برنکستون ۱۲۳ نفر جمعیت دارد.